# Stora Frillen
Stora Frillen är en sjö i Halmstads kommun och Hylte kommun, på gränsen mellan Halland och Småland och ingår i Fylleåns huvudavrinningsområde. Sjön har en area på 0,901 kvadratkilometer och ligger 148,1 meter över havet. Vid provfiske har bland annat abborre, braxen, gädda och mört fångats i sjön.

## Delavrinningsområde
Stora Frillen ingår i det delavrinningsområde (630172-134547) som SMHI kallar för KarQ-punkt. Medelhöjden är 157 meter över havet och ytan är 24,93 kvadratkilometer. Räknas de 15 avrinningsområdena uppströms in blir den ackumulerade arean 76,12 kvadratkilometer. Avrinningsområdets utflöde Fylleån mynnar i havet. Avrinningsområdet består mestadels av skog (62 %) och sankmarker (19 %). Avrinningsområdet har 2,11 kvadratkilometer vattenytor vilket ger det en sjöprocent på 8,4 %.

## Fisk
Vid provfiske har följande fisk fångats i sjön:
- Abborre
- Braxen
- Gädda
- Mört
- Ruda
- Sutare